# Metropolisierung
Metropolisierung ist Zustand und Vorgang zugleich. Sie ist gegeben, wenn in einem Staat eine einzige Stadt alle anderen Städte hinsichtlich ihrer Größe und Bedeutung überragt. Der Vorgang beschreibt die Vergrößerung des Abstands zwischen Metropole und ländlichem Raum. Die Urbanisierung (Verstädterung) wirkt sich dabei nicht gleichmäßig auf alle Städte in einem Staat aus. Das hat zur Folge, dass sich besonders Kleinstädte und das Land kaum mehr entwickeln, während eine oder einige wenige Städte ein enormes Wachstum verzeichnen und zu beherrschenden Metropolen werden. Je größer der Anteil der Bevölkerung ist, der in einer Metropole lebt, desto größer ist der sogenannte Metropolisierungsgrad. Die Metropolisierung ist besonders in Entwicklungsländern sehr ausgeprägt.
Die Metropolisierungsquote ist der Anteil der in den Metropolen lebenden Bevölkerung an der Gesamtbevölkerung. Die Metropolisierungsrate hingegen beschreibt die Zunahme des jeweiligen Anteils der metropolitanen Bevölkerung.

## Unterteilung
- Funktionale Primatstellung (functional primacy)
  - viele politische Institutionen, Banken, Versicherungen und Wirtschaftsunternehmen
  - Bildung von Handels-, Finanz-, Kulturzentren
  - bedeutendes Verkehrszentrum (Eisenbahnknotenpunkt, Ringverkehr um die Metropole herum etc.)
- Demografische Primatstellung (Demographische Primacy)
  - bevölkerungsmäßiges Übergewicht einer Metropole (siehe auch: Index of Primacy)

## Ursachen
- allgemeines Bevölkerungswachstum:
  - Absinken der Sterberate in vielen Entwicklungsländern (siehe dazu: Demografischer Übergang)
  - in den westlichen Industriestaaten Wachstum durch Zuwanderung; in Asien allerdings Ausgleich durch starke Geburtendefizite
- wirtschaftliche Verbesserung → Zuwanderung (besonders in Europa) bedingt durch bessere Arbeitsplatzchancen, da z. T. Arbeitskräftemangel in den Städten
- soziale Verbesserung → soziales Elend treibt Menschen vom Land in die Stadt, Hoffnung auf Verbesserung der Lebensqualität → Abwanderung vom Land (siehe dazu: Landflucht)
- historische Ursache ist auch einseitige Kolonialpolitik, bedingt durch die Schaffung weniger urbaner Zentren (Bsp.: Lateinamerika)

## Mögliche Folgen und Probleme
- kürzere Wege für die Bevölkerung, bessere Befriedigung der Daseinsgrundfunktionen
- Effizienzsteigerung durch Raumverdichtung
- bei zu schnellem Wachstum keine ausreichenden Unterkünfte für Zuwanderer → schnelles Wachstum (illegaler) Marginalsiedlungen, in denen oft selbst die Grundversorgung (Wasser, Strom, Schulen, hygienische und medizinische Versorgung) mangelhaft ist, Zunahme der Obdachlosigkeit
- andauernde Flächenausdehnung der Stadt selbst
- schnellere Ausbreitung von Krankheiten, Zunahme von Kriminalität und Gewalt
- weniger Umweltbelastung durch weniger Verkehr auf Grund kürzerer Wege im Vergleich zum ländlichen Raum
- höhere Anforderungen an die Infrastruktur und den Naturraum (z. B. stärkere lokale Beanspruchung von Wasservorräten, mangelnde Abwasser- und Müllentsorgung)
- soziale Polarisierung und Segregation → Mittel- und Oberschicht ziehen sich in eigens für sie abgegrenzte Viertel (Gated Communities, meist in Vororten bzw. außerhalb der Stadt) zurück, während die ärmere Bevölkerung in den Slums verbleibt.
- Gentrifizierung → Auf dem Wohnungsmarkt begehrter Viertel werden einkommensschwächere Bewohner durch Gruppen mit höheren Einkommen allmählich verdrängt.